# 864 a.C.
L'864 a.C. (DCCCLXIV a.C. in numeri romani) è un anno  del IX secolo a.C.

## Eventi
- Ferecle è arconte di Atene.